# Spring City (Tennessee)
Pour les articles homonymes, voir Spring City.
Spring City est une municipalité américaine située dans le comté de Rhea au Tennessee.
Selon le recensement de 2010, Spring City compte 1 981 habitants. La municipalité s'étend sur 2,64 milles carrés (6,84 km2) dont 0,03 mille carré (0,08 km2) d'étendues d'eau.
Lorsque le chemin de fer atteint le bourg en 1879, sa gare est un temps appelée Rheaville avant d'adopter son nom actuel.